# Język ragoli
Język ragoli albo logooli – język z rodziny bantu, używany w Kenii i Tanzanii. W 1982 roku liczba mówiących wynosiła ok. 142 tysiące.